# نيك كارتر (عسكري)
نيك كارتر (بالإنجليزية: Nick Carter)‏ هو عسكري بريطاني، ولد في 11 فبراير 1959 في نيروبي في كينيا.